# Maulbronn Kloster
Maulbronn Kloster er et tidligere cistercienserkloster i centrum af Maulbronn ved den sydvestlige ende af landskabet Stromberg, som strækker sig mellem Schwarzwald og Odenwald. Byen Pforzheim i Baden-Württemberg ligger i nærheden. Klosteret regnes som det bedst bevarede middelalderkloster nord for Alperne.

## Historie
Med den karismatiske Bernhard af Clairvaux fik cistercienserne i Tyskland stor udbredelse. I sydvesttyskland blev den adelige Walter von Lomersheim også begejstret af bevægelsen. Han etablerede en ejendom mellem Mühlacker og Lienzingen som en stiftelse med formålet at grundlægge et cistercienserkloster. Han indtrådte selv som lægbroder. Kloster Neuburg im Elsass sendte en abbed og – som det hed – efter apostlenes antal, tolv munke.
Klostret blev grundlagt i 1147, men snart flyttet til et andet sted end det oprindelige som følge af problemer med vandforsyningen. Biskoppen af Speyer overdrog sit len Mulenbrunnen til abbeden Dieter og klostret fik sin endelige beliggenhed.
I middelalderen var klostret et vigtigt politisk, erhvervsmæssigt og samfundsmæssigt centrum.
Ved grundlæggelsen hørte klostret under biskoppen i Speyer og fra 1821 til biskoppen i Rottenburg-Stuttgart.
Efter reformationen blev klostret i 1556 omgjort til en evangelisk klosterskole. Det evangelisk-teologiske seminar stiftet her i 1807 består stadig.
Klostret er fra december 1993 på UNESCOs liste over verdens kulturarv.

## Arkitektur
I klostret findes alle stilretninger og udviklingsstadier fra romantikken til sengotikken repræsenteret. Klosterkirken som hovedsagelig er opført i gotisk stil, havde stor indflydelse på udbredelsen af gotisk arkitektur over store dele af det nordlige og centrale Europa. Vandreguleringssystemet i Maulbronn med sit dræn- og vandingssystem samt reservoirer er af UNESCO fremhævet som værende af særlig interesse.

## Filialklostere
Filialer af Maulbronn Kloster var Bronnbach Kloster stiftet ca. 1150 og Schöntal Kloster stiftet 1157.

## Nutiden
Klosteret tilhører i dag delstaten Baden-Württemberg. Anlægget som ligger indenfor en ringmur, indeholder blandt andet Maulbronn Rådhus, politi, andre offentlige kontorer og flere restauranter. Dertil er det sæde for det evangeliske gymnasium.